# 鄭際會
鄭際會（？年—？年），滁州人，順治八年辛卯選貢，乙酉副榜，任四川郫縣知縣，曾任四川順慶府岳池縣知縣，康熙七年裁缺歸併廣安州，六十年復設。是一位政治人物，明清時曾在四川順慶府岳池縣（位於今四川東北部，武周萬歲通天二年分南充、相如二縣置，是一個千年古縣）擔任官吏。